# Ateloplus schwarzi
Ateloplus schwarzi är en insektsart som beskrevs av Andrew Nelson Caudell 1907. Ateloplus schwarzi ingår i släktet Ateloplus och familjen vårtbitare. Inga underarter finns listade i Catalogue of Life.